# Leandre Coll Riera
Leandre Coll Riera   (Barcelona, 17 de maig de 1895 - Cosne-Cours-sur-Loire, 2 d'abril de 1975) fou un atleta i remer català que va competir durant la dècada de 1920.
Membre del Reial Club Marítim de Barcelona, el 1924 va prendre part en els Jocs Olímpics de París, on disputà dues proves del programa de rem, els quatre i vuit amb timoner. En ambdues quedà eliminat en sèries. Guanyà set Campionats d'Espanya durant la dècada de 1920 en la categoria de vuit amb timoner.

Pel que fa a l'atletisme fou membre de l'Athletic Sporting Club i del F. C. Barcelona, destacant el proves de 200 i 400 metres llisos, on fou rècordman català i espanyol.

## Palmarès
Campió de Catalunya
- 100 metres llisos: 1917
- 400 metres llisos: 1916